# Commentaria super Ecclesiasten
Il Commentaria super Ecclesiasten, noto anche come Expositio in Ecclesiasten, è un commento scritto da Alcuino di York tra l'801 e l'802, dedicato al libro biblico dell'Ecclesiaste (o Qoelet) e destinato ai suoi allievi Onia, Candido e Natanaele.

## Contenuti
L'opera si articola in tre capitoli, nei quali Alcuino affronta principalmente tre temi: la vanitas, il pensiero escatologico connesso alla possessio regni coelorum (il possesso del Regno dei cieli) e l'esortazione alla penitenza. L'influenza del Commentarius in Ecclesiasten di Girolamo è evidente, ma Alcuino adatta il commento alle necessità del suo tempo, con una prospettiva che rispecchia le esigenze di rinnovamento spirituale della corte carolingia. Se ad esempio guardiamo come viene affrontato il tema della vanitas notiamo che, nonostante l'esegesi del libro dell'Ecclesiaste sia sempre ruotata attorno a questo tema, in Alcuino assume una connotazione particolare: nella praefatio infatti egli augura ai suoi studenti che la loro sapienza non venga oscurata da quel particolare tipo di vanità del mondo che risiede nella vita pubblica, negli incarichi secolari e nei pericoli che ne derivano.
L'opera è arricchita da tre componimenti poetici: un invito metaforico alla lettura in 6 distici, una poesia di dedica ad Arnone di Salisburgo in 2 distici e un terzo componimento di 16 distici, rivolto al lettore e collocato dopo l'Expositio. Nelle edizioni, l'opera si conclude con la preghiera di Salomone per la dedica del tempio di Gerusalemme.
I manoscritti che riportano l'opera sono 22.
L'opera è edita in Patrologia Latina: Alcuinus, Commentaria super Ecclesiasten, in Patrologia Latina 100, 665-722D.